# アンドリュー・アダムソン
アンドリュー・アダムソン（Andrew Adamson, MNZM, 1966年12月1日 - ）は、ニュージーランドオークランド出身の映画監督、映画プロデューサー、脚本家、映像技術者。

## 来歴
キリスト教宣教師の両親と11歳のときにパプアニューギニアへ移住。18歳でオークランドへ戻る。パシフィック・データ・イメージズ（PDI：現在のPDIドリームワークス）で仕事を見つけアメリカ合衆国ロサンゼルスへ移住する。PDIで技術者として働き『トイズ』、『エンジェルス』などの制作に参加する。その後、視覚効果技術者として『バットマン フォーエヴァー』、『評決のとき』、『バットマン&ロビン Mr.フリーズの逆襲』などの制作に参加する。また多くのコマーシャル（CM）映像も撮影している。
2001年に公開した『シュレック』で監督を務め世界的なヒットを記録。新設されたアカデミー長編アニメ映画賞を受賞。2004年に公開した『シュレック2』では監督・脚本を務め、同作品も世界的なヒットと興行収入を記録した。『シュレック3』では製作総指揮という形で参加する。
2005年公開の『ナルニア国物語/第1章: ライオンと魔女』では監督・脚本・プロデューサーを務め、映像化不可能といわれたC・S・ルイス原作『ナルニア国物語』第1作『ライオンと魔女』の映像化に成功し高い評価を得る。同作品はアカデミーメイクアップ賞、英国アカデミー賞メイクアップ部門賞他、世界各地で多くの映画賞を受賞した。
2008年公開の『ナルニア国物語/第2章: カスピアン王子の角笛』でも監督・脚本・プロデューサーを務め、2010年公開の『ナルニア国物語/第3章: アスラン王と魔法の島』、『シュレック フォーエバー』でもプロデューサーを務める。
映画界への貢献により2006年にニュージーランド・メリット勲章を授与されている。夫人との間に2女。

## フィルモグラフィ
- シュレック Shrek (2001) 監督
- シュレック2 Shrek 2 (2004) 監督・脚本・原案・声の出演
- ナルニア国物語/第1章: ライオンと魔女 The Chronicles of Narnia: The Lion, the Witch and the Wardrobe (2005) 監督・脚本・製作総指揮
- シュレック3 Shrek the Third (2007) 原案・製作総指揮
- ナルニア国物語/第2章: カスピアン王子の角笛 The Chronicles of Narnia: Prince Caspian (2008) 監督・脚本・製作
- シュレック フォーエバー Shrek Forever After (2010) 製作総指揮
- ナルニア国物語/第3章: アスラン王と魔法の島 The Chronicles of Narnia: The Voyage of the Dawn Treader (2010) 製作
- 長ぐつをはいたネコ Puss in Boots (2011) 製作総指揮
- シルク・ドゥ・ソレイユ3D 彼方からの物語 Cirque du Soleil: Worlds Away (2012) 監督・脚本・製作

## 主な受賞歴
- 『シュレック』
  - 第74回アカデミー長編アニメ映画賞
  - 英国アカデミー賞脚色賞
  - ロサンゼルス映画批評家協会アニメ映画賞
  - ナショナル・ボード・オブ・レビュー長編アニメ映画賞
- 『シュレック2』
  - 英国アカデミー賞子供部門
- 『ナルニア国物語/第1章：ライオンと魔女』
  - アカデミーメイクアップ賞
  - 英国アカデミー賞メイクアップ部門賞
  - 放送映画批評家協会賞